# فيتوريو روسي
فيتوريو روسي (بالإيطالية: Vittorio Rossi Pianelli)‏ هو مخرج وممثل إيطالي، ولد في 9 يوليو عام 1875 في إيطاليا، وتوفي في 25 سبتمبر عام 1953، في بروما، في إيطاليا.

## وصلات خارجية
- فيتوريو روسي على موقع IMDb (الإنجليزية)
- فيتوريو روسي على موقع قاعدة بيانات الأفلام السويدية (السويدية)
- فيتوريو روسي على موقع قاعدة بيانات الفيلم (الإنجليزية)
- فيتوريو روسي على موقع كينوبويسك (الروسية)